# Thomas Dufour
Thomas Dufour (ur. 12 lutego 1973 w Chamonix) – francuski curler, olimpijczyk. W curling gra od 1989. Jest kapitanem z Chamonix Curling Club, zagrywa jako trzeci. Z zawodu jest nauczycielem narciarstwa.
Na mistrzostwach świata w 2007 rozegranych w Edmonton wraz z reprezentacją zajął 7. miejsce. Drużyna pod jego przewodnictwem była zaskoczeniem zawodów, Francja liczyła się do końca Round-Robin i wywalczyła tie-breaker.

## Drużyna
- Tony Angiboust
- Lionel Roux
- Wilfrid Coulot
- Jérémy Frarier

Dawniej:
- Jan Henri Ducroz
- Richard Ducroz
- Raphael Mathieu

## Najważniejsze osiągnięcia
| Rok  | Zawody                      | Miejsce | Pozycja |
| ---- | --------------------------- | ------- | ------- |
| 1990 | Mistrzostwa Świata Juniorów | 9       | 1       |
| 1991 | Mistrzostwa Świata Juniorów | 9       | 1       |
| 1992 | Mistrzostwa Świata Juniorów | 2       | 1       |
| 1993 | Mistrzostwa Świata Juniorów | 3       | 3       |
| 1994 | Mistrzostwa Świata Juniorów | 7       | 3       |
| 1995 | Mistrzostwa Europy          | 8       | 1       |
| 1996 | Mistrzostwa Europy          | 13      | 2       |
| 1997 | Mistrzostwa Europy          | 11      | 2       |
| 1998 | Mistrzostwa Europy          | 13      | 2       |
| 2000 | Mistrzostwa Europy          | 7       | 2       |
| 2001 | Mistrzostwa Świata          | 6       | 2       |
| 2002 | Zimowe Igrzyska Olimpijskie | 10      | 2       |
| 2003 | Mistrzostwa Europy          | 7       | S       |
| 2004 | Mistrzostwa Świata          | 10      | S       |
|      | Mistrzostwa Europy          | 10      | A(7)    |
| 2005 | Mistrzostwa Europy          | 11      | S       |
| 2006 | Mistrzostwa Europy          | 7       | S       |
| 2007 | Mistrzostwa Świata          | 7       | S       |
|      | Mistrzostwa Europy          | 7       | S       |
| 2008 | Mistrzostwa Świata          | 5       | S       |
|      | Mistrzostwa Europy          | 6       | S       |
| 2009 | Mistrzostwa Świata          | 8       | S       |
|      | Mistrzostwa Europy          | 5       | S       |
| 2010 | Zimowe Igrzyska Olimpijskie | 7       | S       |
|      | Mistrzostwa Świata          | 9       | S       |
|      | Mistrzostwa Europy          | 8       | 3 (S)   |
| 2011 | Mistrzostwa Świata          | 5       | 3 (S)   |
|      | Mistrzostwa Europy          | 8       | 3 (S)   |
| 2012 | Mistrzostwa Świata          | 10      | 3 (S)   |
|      | Mistrzostwa Europy          | 8       | 4 (S)   |